# Cameron Baerg
Cameron Baerg (Saskatoon, 17 ottobre 1972) è un ex canottiere canadese.

## Palmarès

### Olimpiadi
- 1 medaglia:
  - 1 argento (Atene 2004 nel quattro senza)

### Mondiali
- 1 medaglia:
  - 1 oro (Milano 2003 nel quattro senza)